# Сунигайло
Сунига́йло — государственный деятель Великого княжества Литовского. Первый староста (наместник) ковенский в 1398—1422 годах, первый каштелян трокский в 1413—1433 годах.

## Биография
О жизни Сунигайло известно крайне мало. Согласно легендарной генеалогии рода Сапег, «Семён Сунигайло» был сыном литовского боярина Пунигайло и отцом Семёна Сопиги, родоначальника рода Сапег.
В документах Сунигайло впервые упоминается под 1398 годом. По Городельской унии 1413 года Сунигайло принял герб «Лис», до этого использовал собственный знак, известный по печати 1410 года. В латиноязычных документах называется Sunigail, Sungalo или Johannes Sunigajlo, что позволяет говорить, что после крещения по католическому обряду он получил христианское имя Ян (Иоанн). По мнению Владислава Семковича, Сапеги хотя и не могли происходить от Сунигайло, тем не менее могли получить от него герб «Лис» по Трокскому привилею 1434 года. Такое же отношение к Сунигайло могли иметь и князья Свирские, начавшие пользоваться гербом «Лис» вскоре после Городельской унии.
Сунигайло имел двух сыновей: Федку (Фёдора) и Ивашку (Ивана). Сохранился документ, согласно которому в 1462 году некая Марина, вдова Сунигайло или, вероятнее, кого-то из его сыновей, основала костёл в принадлежавшей роду Сунигайло деревне Ворняны (ныне в Островецком районе Беларуси).